# Сова папуанська
Сова папуа́нська (Uroglaux dimorpha) — вид совоподібних птахів родини совових (Strigidae). Мешкає на Новій Гвінеї. Це єдиний представник монотипового роду Папуанська сова (Uroglaux).

## Опис
Довжина птаха становить 30-34 см. Довжина дзьоба становить 2,5 см, довжина хвоста 15,7 см, довжина крила 20 см, довжина цівки 3,3 см, довжина середнього кігтя 2,7 см. Голова відносно невелика, хвіст довгий. Крила короткі, округлі. Лицевий диск білий, нечіткий, з чорними смужками і білими "бровами". Верхня частина тіла сірувато-коричнева або охристо-коричнева. Спина і крила поцятковані охристо-сірими смужками. Нижня частина тіла жовтувата, сильно поцяткована коричневими і чорними смужками. Очі яскраво-жовті, восковиця жовта, дзьоб сірувато-чорний. Самці дещо більші за самиць, що незвично для сов..

## Поширення і екологія
Папуанські сови мешкають на заході та на сході Новій Гвінеї, а також на острові Япен. Вони живуть у вологих рівнинних і гірських тропічних лісах, а також в галерейних лісах і вологих саванах. Зустрічаються на висоті до 1500 м над рівнем моря. Живляться комахами, гризунами і птахами, зокрема голубами тілопо, вага яких може становити 80% від ваги сови.